# Per Una Bona Letònia
Per Una Bona Letònia (en letó: Par Labu Latviju!, PLL) fou una aliança de partits letons de dreta fundada el 22 d'abril de 2010 pel Partit Popular, el LPP/LC, i d'altres forces minoritàries. És conegut també com a (AŠ)², que fa referència a les inicials dels dirigents Andris Šķēle (TP) i Ainars Šlesers (LPP/LC).
El partit va obtenir només 8 escons al Saeima en les eleccions legislatives del mateix any, el que suposava una forta caiguda de 25 diputats respecte als anteriors resultats combinats dels partits membres (23 escons pel TP i 10 per LPP/LC el 2006).
Al juliol de l'any següent el Partit Popular es dissoldria, acabant així amb la coalició, tot i que es va mantenir el grup parlamentari uns mesos fins a la celebració d'eleccions anticipades al setembre. En aquestes el LPP/LC no aconseguiria representació al Saeima, dissolent-se també al desembre.

## Resultats electorals

### Eleccions legislatives
| Any  | Vots   | %    | Escons  | +/- |
| ---- | ------ | ---- | ------- | --- |
| 2010 | 73,881 | 7.82 | 8 / 100 | 25  |